# Eleazar Camarillo Ochoa
José Eleazar Camarillo Ochoa (Atlixco, Puebla, 5 de junio de 1923-Atlixco, 31 de enero de 1999) fue un sindicalista y político mexicano, miembro del Partido Revolucionario Institucional (PRI). Fue en líder de la Confederación Regional Obrera Mexicana (CROM) en Puebla y cinco veces diputado federal.

## Biografía
Realizó estudios hasta el grado de secundaria en el Centro Obrero, cuando ya era trabajador. De 1951 a 1954 ejerció su primer cargo como líder obrero, siendo presidente de la cooperativa de consumo «Nicolás Vázquez», y luego de 1955 a 1958 fue gerente de la Sociedad Obrera de la fábrica «La Concepción». Fue miembro del PRI desde 1954.
De 1959 a 1969 fue secretario general del sindicato Evolución Social y de 1966 a 1969 ocupó su primer cargo de elección popular: diputado por el Distrito 5 local a la XLIII Legislatura del Congreso del Estado de Puebla. en 1970 pasó a ocupar cargo en la denominada Cámara de Trabajo, que es la organización regional en Puebla de la Confederación Regional Obrera Mexicana (CROM), fue de 1970 a 1973 secretario de Actas, de 1974 a 1977 secretario de Educación, y de 1979 a 1981 secretario general, paralelamente ocupó el mismo cargo en el sindicato Fraternidad y Progreso, y de 1982 a 1987 fue secretario general del sindicato textil 27 de abril. Se considera que desde 1979 hasta su fallecimiento en 1999 fue líder máximo la CROM en la región de Atlixco y como tal el aparato político del PRI se encontraba bajo su control.
En 1970 fue postulado por primera ocasión candidato a diputado federal por el PRI por el Distrito 4 de Puebla, resultando elegido para la XLVIII Legislatura de dicho año al de 1973; de 1975 a 1978 volvió a ser legislador en el Congreso del Estado, por el Distrito 6 local a la XLVI Legislatura;  y de 1979 a 1982 por segunda ocasión diputado federal por el mismo Distrito 4 federal, pero esta vez a la LI Legislatura. De 1985 a 1987 fue secretario de Acción Política del comité estatal del PRI en Puebla, y a partir de 1986 a 1997 fue asesor general de la CROM en las regiones de Atlixco e Izúcar de Matamoros.
En 1985 fue elegido por tercera ocasión diputado federal por el Distrito 4, representándolo en la LIII Legislatura que concluyó en 1988, de 1988 a 1989 fue secretario de Organización del PRI estatal y de 1990 a 1997 asesora del sindicato Fraternidad y Progreso. En 1991 fue elegido por cuarta y última ocasión diputado por el Distrito 4 a la LV Legislatura de ese año al de 1994; en las elecciones de ese año para elegir a su sucesor, se atribuyó a su intervención en el proceso electoral el hecho de que fuera anulado por el Tribunal Federal Electoral y hubiera de realizarse elecciones extraordinarias. Postulado nuevamente a diputado federal por el PRI, pero ahora por el Distrito 10 de Puebla, triunfó y ejerció el cargo en la LVII Legislatura de dicho año al de 2000, sin embargo no pudo concluirlo, pues falleció en ejerció del cargo el día 31 de enero de 1999.